# South Island (ö i Kokosöarna)
South Island är en obebodd ö i Kokosöarna, Australien. Den ligger i den sydöstra delen av ögruppen, 12 km öster om huvudorten West Island. Arean är 3,6 kvadratkilometer.